# 音咲椿【mia】
音咲椿【mia】（おとさき つばき【みあ】、4月10日 - ）は、日本のソングライター、編曲家、キーボーディスト。静岡県出身、東京都在住。
現在はゲーム、コンシューマーゲームのBGMや主題歌のプロデュースを中心に活動している。

## 経歴
中学の頃に音楽の勉強を開始。独学で打ち込みを覚え、高校時代にMANYO先生に作曲を学び、現在はスクウェア・エニックスに勤めている
2022年、ゲーム・FORSPOKEN 作曲担当・ライザのアトリエ3 assistantを担当した。

## 人物
「音咲椿（mia）」を仮名にすると「tsubaki♪」だが、発音としては「つばき」である。また、「miaみあ」名義を使うこともある。

## 提供楽曲

### ゲーム

#### 2010年代
- 少女咖啡枪（2016年11月17日リリース）

BGM数曲担当
- BLUE REFLECTION 幻に舞う少女の剣（2017年3月30日発売）

Assistant
- シャドウ オブ ザ トゥームレイダー（2018年9月14日発売）

Assistant
- ライフ イズ ストレンジ2（2018年9月25日リリース）

Assistant

#### 2020年代
- ライザのアトリエ2 〜失われた伝承と秘密の妖精〜（2020年12月3日）

BGM数曲担当
- Tower of Fantasy（幻塔）（2021年12月16日）

BGM数曲担当
- ソフィーのアトリエ2 〜不思議な夢の錬金術士〜（2022年2月25日発売）

BGM数曲担当
- BLUE REFLECTION TIE/帝（2022年4月22日発売）

BGM数曲担当
- FORSPOKEN（2023年1月24日発売）

BGM数曲担当
- ライザのアトリエ3 〜終わりの錬金術士と秘密の鍵〜（2023年2月22日発売）

　　Assistant
- Where Winds Meet 燕云十六声（2024年12月27日発売）【 2025年日本発売未定 】

　 Trailer楽曲担当　BGM数曲担当！

### テレビアニメ
- アイカツプラネット!

編曲
- ラブライブ!スーパースター!!

作曲

### アイドル
- HO6LA

編曲
- ぜんぶ君のせいだ。

作曲
- アイドルマスターシャイニーカラーズ
- SHHis

編曲
- Straylight

編曲
- ラブライブ!スーパースター!!
- Liella!

作曲

### Vtuber
- ユナプリンちゃんねる

待機BGM
- エクセル【E9xcel】

待機BGM、カラオケ音源
- 癒音くるみ

オリジナル曲
- 天川はの

オリジナル曲

## 制作
- 2020年3月、自主制作シングル【Cafe 】
- 2021年5月、自主制作シングル【自分事】